# Фотоядерна реакція
Фотоядерні реакції (англ. photodisintegration, phototransmutation) — ядерні реакції, що відбуваються при поглинанні гамма-квантів ядрами атомів. Явище випромінювання ядрами нуклонів при ції реакції називається ядерним фотоефектом.
Це явище відкрили 1934 року Чедвік і Гольдхабер і далі досліджували Боте і Вольфганг Гентнер, а потім і Нільс Бор.
При поглинанні гамма-кванту ядро отримує надлишок енергії без зміни свого нуклонного складу, а ядро з надлишком енергії є складеним ядром. Як і інші ядерні реакції, поглинання ядром гамма-кванту можливе лише при виконанні необхідних енергетичних і спінових співвідношень. Якщо передана ядру енергія перевищує енергію зв'язку нуклона в ядрі, то розпад утвореного складеного ядра відбувається найчастіше з випромінювання нуклонів, переважно нейтронів. Такий розпад викликає ядерні реакції {\displaystyle (\gamma ,n)} і {\displaystyle (\gamma ,p),} які називаються фотоядерними, а явище випромінювання нуклонів у цих реакціях — ядерним фотоефектом. Позначення:
- {\displaystyle \gamma } — частинка гамма-випромінювання чи гамма-квант (фотон з високою енергією);
- {\displaystyle n} — нейтрон;
- {\displaystyle p} — протон.

В теорії фотоядерних реакцій використовується статистична модель складеного ядра і модель резонансного прямого фотоефекту.
Фотоядерні реакції ідуть з утворенням складеного ядра, однак при збудженні реакцій {\displaystyle (\gamma ,p)} на ядрах з масовим числом
{\displaystyle A>100} експериментально було виявлено занадто високий вихід у порівнянні з виходом, передбаченим цим механізмом. Крім того, кутовий розподіл протонів з найбільшою енергією виявився неізотропним. Ці факти вказують на додатковий механізм прямої взаємодії, який є суттєвим лише у випадку {\displaystyle (\gamma ,p)}-реакції на важких і середніх ядрах. Реакція ж {\displaystyle (\gamma ,n)} завжди іде з утворенням складеного ядра.
Першою спостережуваною фотоядерною реакцією було фото-розщеплення дейтрона:
{\displaystyle \gamma +{}^{2}{\textrm {H}}\rightarrow p+n.}
Вона проходить без утворення складеного ядра, оскільки ядро дейтерію не має збуджених станів, і може бути викликана гамма-квантами порівняно невисокої енергії (вище 2,23 МеВ).
Однак нуклідів з малою енергією зв'язку нуклонів всього декілька, а щоб викликати фотоядерні реакції з іншими ядрами необхідні фотони з енергією не менше 8 МеВ. Фотони з такою енергією виникають у деяких ядерних реакціях чи отримуються при гальмуванні у речовині дуже швидких електронів. При радіоактивному розпаді, зазвичай, таких гамма-квантів не утворюється, тому гамма-кванти β-розпаду не можуть викликати фотоядерні реакції та появу нової наведеної радіоактивності в інших речовинах.
Якщо сповільнювачем в ядерному реакторі є берилій чи важка вода, то внаслідок незвично малої енергії зв'язку нейтрона в 9Be і 2H під дією гамма-квантів радіоактивного розпаду на ядрах цих нуклідів ефективно протікають фотоядерні реакції {\displaystyle (\gamma ,n)}. Особливо багато гамма-квантів при цьому дають радіоактивні продукти поділу урану, але гамма-кванти в ядерному реакторі випромінюють і інші речовини, активовані нейтронами. Таким чином, у важководневих і берилієвих ядерних реакторах наявне додаткове джерело нейтронів внаслідок протіканням фотоядерної реакції.